# عمر انس
عمر انس (انگلیسی: Omar Anas؛ زادهٔ ۱۹۳۳) تیرانداز اهل سودان بود. وی در بازی‌های المپیک تابستانی ۱۹۶۰ شرکت کرده‌است.